# Завьяловское
Завьяловское — село в Талицком городском округе Свердловской области России.

## Географическое положение
Село Завьяловское находится на расстоянии 16 километров (по дорогам в 23 километрах) к северо-западу от города Талицы, на левом берегу реки Юрмыч — левого притока реки Пышмы, напротив устья реки Ольховки — правого притока Юрмыча. Село расположено на склоне горы, с покатостью к реке; почва с левой стороны Юрмыча — суглинистая, а с правой — чернозёмная. Вдоль противоположного берега Юрмыча тянутся друг за другом деревни Шевелёва, Вахова и Хомутинина.
У села расположено Завьяловское водохранилище.

## История села
Первоначально поселение называлась деревня Подригина. Своё название она получила от особенности местности, на которой находилось: поселение располагалось под горою у реки, а на горе риги, от чего и называлась деревня Подриги.
В начале XX века сельчане все были православными крестьянами, занимались земледелием, в зимнее время многие занимались производством валяной обуви (пимы) и уходили на заработки на Талицкий и Тагильский заводы.

## Вознесенская церковь
1 июня 1859 года была заложена каменная однопрестольная церковь, которая была освящена честь Вознесения Господня 20 мая 1876 года. В начале XX века причт состоял из священника и псаломщика. Церковь была закрыта в 1930-е годы, а в советское время снесена. В 1912—1918 годах псаломщиком здесь служил будущий священномученик Владимир Холодковский.

## Школа
В 1900 в селе существовала земская школа.

## Население
| 2002 | 2010 | 2021 |
| ---- | ---- | ---- |
| 581  | ↘420 | ↘345 |